# Colostethus agilis
Colostethus agilis – gatunek płaza bezogonowego z rodziny drzewołazowatych (Dendrobatidae). Jego epitet gatunkowy w języku łacińskim oznacza „zwinny, szybki, lekko poruszający się”.

## Występowanie
Jest to gatunek endemiczny Kolumbii, występujący w zachodniej części kraju, na terenie departamentów Cauca i Valle del Cauca.
Zamieszkuje tropikalne wilgotne lasy górskie na zachodnich zboczach zachodnich Andów, na wysokości 2190–2600 m n.p.m. Występuje wzdłuż strumieni zarówno w lasach pierwotnych, jak i dobrej jakości wtórnych.

## Status zagrożenia i ochrona
W Czerwonej księdze gatunków zagrożonych IUCN Colostethus agilis od 2020 roku klasyfikowany jest jako gatunek zagrożony (EN, ang. Endangered); wcześniej, od 2004 roku uznawano go za gatunek bliski zagrożenia (NT, ang. Near Threatened).
Dawniej był to gatunek lokalnie bardzo liczny. Mimo prowadzonych kilkukrotnie poszukiwań nie był obserwowany od 1998 roku.
Główne zagrożenie dla gatunku stanowi utrata siedlisk w wyniku rozwoju rolnictwa, hodowli bydła, pozyskiwania drewna i działalności górniczej.
Płaz ten występuje na terenie Parku Narodowego Munchique, prawdopodobnie także w Parku Narodowym Farallones de Cali.